# Нахетал-Валдау
Нахетал-Валдау (њем. Nahetal-Waldau) општина је у њемачкој савезној држави Тирингија. Једно је од 43 општинска средишта округа Хилдбургхаузен. Према процјени из 2010. у општини је живјело 3.211 становника. Посједује регионалну шифру (AGS) 16069059.

## Географски и демографски подаци
Нахетал-Валдау се налази у савезној држави Тирингија у округу Хилдбургхаузен. Општина се налази на надморској висини од 410 метара. Површина општине износи 33,0 km². У самом мјесту је, према процјени из 2010. године, живјело 3.211 становника. Просјечна густина становништва износи 97 становника/km².